# Верпаковскис, Марис
Ма́рис И́лмарович Верпако́вскис (латыш. Māris Verpakovskis; род. 15 октября 1979, Лиепая) — латвийский футболист, нападающий. Рекордсмен сборной Латвии по количеству забитых голов (29). Автор единственного гола сборной Латвии в финальных стадиях международных турниров (в ворота сборной Чехии на чемпионате Европы 2004).

## Карьера
Марис начал карьеру в родном городе Лиепая под руководством своего отца Илмара, где играл до 2000 года. В 2001 году перешёл в «Сконто».
Затем Марис подписал контракт с киевским «Динамо».
Сезоны 2006/07 и 2007/08 провёл в аренде в «Хетафе» и «Хайдуке» из Сплита соответственно. По окончании сезона 2007/08 возвращён из аренды в «Динамо» Киев, в следующем сезоне был отдан в аренду в испанскую «Сельту», однако нигде не смог заиграть.
Хотя в Киеве на форварда сборной Латвии уже не рассчитывали, но и отпускать игрока, у которого скоро истекал срок контракта не хотели. Потому Верпаковскис продлил контракт с «Динамо» до конца 2012 года. 6 июля 2009 был отдан в аренду в «Эрготелис», где играл до 2011 года.
30 июня 2011 года подписал контракт с «Баку» по схеме 1+1.
23 января 2014 года было объявлено о том, что Верпаковскис станет руководителем новообразованного футбольного клуба «Лиепая». 25 января 2014 года в греческих СМИ появились сообщения о том, что в ближайшее время он завершит карьеру.
Последнюю игру за сборную провел на Кубке Балтии, выйдя в стартовом составе в полуфинале против сборной Эстонии и был заменен на 11 минуте матча.
Карьеру завершил в 2015 году в том же клубе, где и начинал её — в «Лиепае».

## Достижения

### Командные
«Металлург» Лиепая
- Серебряный призёр чемпионата Латвии: 1998, 1999.
- Бронзовый призёр чемпионата Латвии: 2000.
- Финалист Кубка Латвии: 1998, 2000.

«Сконто» Рига
- Чемпион Латвии (3): 2001, 2002, 2003.
- Обладатель Кубка Латвии (2): 2001, 2002.
- Финалист Кубка Латвии: 2003.

«Динамо» Киев
- Чемпион Украины: 2004.
- Серебряный призёр чемпионата Украины: 2005, 2006.
- Обладатель Кубка Украины (2): 2005, 2006.

«Хетафе»
- Финалист Кубка Испании: 2007.

«Баку»
- Обладатель Кубка Азербайджана: 2012.

«Лиепая»
- Чемпион Латвии: 2015.

Сборная Латвии
- Обладатель Кубка Балтии (4): 2001, 2003, 2008, 2014.

### Личные
- Футболист года в Латвии (2): 2003, 2004.